# Keleberda, Kaniv
Keleberda (în ucraineană Келеберда) este o comună în raionul Kaniv, regiunea Cerkasî, Ucraina, formată numai din satul de reședință. În secolul al XIX-lea, satul făcea parte din volostul Prohorivka, uezdul Zolotonoșa.

## Demografie
Componența lingvistică a comunei Keleberda
     Ucraineană (95,39%)
     Rusă (3,52%)
Conform recensământului din 2001, majoritatea populației comunei Keleberda era vorbitoare de ucraineană (95,39%), existând în minoritate și vorbitori de rusă (3,52%) și armeană (1,09%).